# Port Denison
Port Denison is een kustplaats in de regio Midwest in West-Australië. Het ligt aan de monding van de rivier de Irwin, 365 kilometer ten noordnoordwesten van Perth, 67 kilometer ten zuidzuidoosten van Geraldton en 4 kilometer ten zuiden van Dongara. Dongara ligt aan de andere kant van de monding van de Irwin.

## Geschiedenis
Ten tijde van de Europese kolonisatie leefden de Amangu Nyungah Aborigines in de streek.
De eerste Europeanen die door de streek trokken waren de leden van George Grey's expeditie. Ze waren in 1839 met enkele schepen uitgevaren om de rivier de Murchison te verkennen. Ze werden door een tropische cycloon getroffen en dienden hun weg naar Perth, 700 kilometer te voet over land, terug te vinden.
In 1866 werd het plaatsje Port Irwin aan de monding van de rivier de Irwin gesticht. In 1867 werd de naam officieel veranderd in Edison en in 1973 in Port Edison. Het plaatsje zou naar William Denison, de gouverneur van Tasmanië, zijn vernoemd. Denison bezocht West-Australië in 1851 in verband met gevangenentransporten.
In 1867 werd er een aanlegsteiger gebouwd. Deze werd nog enkele keren verlengd en opgewaardeerd. Er werd een spoorweg naar aangelegd. In de eerste helft van de 20e eeuw verslechterde de toestand van de aanlegsteiger. Tijdens de Tweede Wereldoorlog werd de steiger afgebroken opdat hij niet bij een mogelijke Japanse inval zou kunnen gebruikt worden.
In 1888-89 werd een brug over de Irwin gebouwd. Sindsdien zijn Dongara en Edison ook bij hoogwater verbonden. In 1964 werd door toenmalig West-Australisch premier David Brand een nieuwe brug geopend. Brand opende in 1973 ook het erfgoedmuseum 'Russ Cottage'.
Op 13 januari 1967 werd een drive-in bioscoop geopend. Sinds 1991 vertoont de 'Dongara Youth Council' er 's zomers films om fondsen in te zamelen.

## Beschrijving
Port Denison is een vissersdorp in het lokaal bestuursgebied (LGA) Shire of Irwin. Er worden rivierkreeften gevangen en verwerkt.
In 2021 telde Port Denison 1.452 inwoners, tegenover 1.215 in 2006.
Port Denison heeft een recreatiecentrum, drive-in bioscoop, golfclub, jachthaven en verscheidene sportfaciliteiten.

## Toerisme
In de 'Dongara Port Denison Visitors Centre' kan men informatie verkrijgen over onder meer:
- de Fishermen's Memorial Lookout & Obelisk, een gedenkteken voor de vissers die hun leven op zee verloren
- de Calico Trail, een 4,6 kilometer lange wandeling langs de kust en het plaatselijke erfgoed waaronder 'Russ Cottage'
- Port Denison Marina, de jachthaven van Port Denison
- de stranden van Port Denison waar men onder meer kan surfen en windsurfen
- de Fisherman’s Trail, een 2,7 kilometer lange wandeling langs de ruïnes van de tijdens de Tweede Wereldoorlog afgebroken aanlegsteiger

## Transport
Port Denison ligt 4 kilometer van Dongara dat aan de Brand Highway ligt. De N2 en N5 busdiensten van Transwa doen Dongara aan. De N2 busdienst stopt enkel op aanvraag. Ook de bussen van Integrity Coach Lines stoppen er op aanvraag.
Ten zuiden van Port Denison ligt een luchthaven voor kleine private vliegtuigen: Dongara Airport (ICAO: YDRA - IATA: DOX)

## Klimaat
Port Denison kent een warm mediterraan klimaat, Csa volgens de klimaatclassificatie van Köppen. De gemiddelde jaarlijkse temperatuur ligt rond 20,1 °C. De gemiddelde jaarlijkse neerslag bedraagt ongeveer 461 mm.

## Galerij

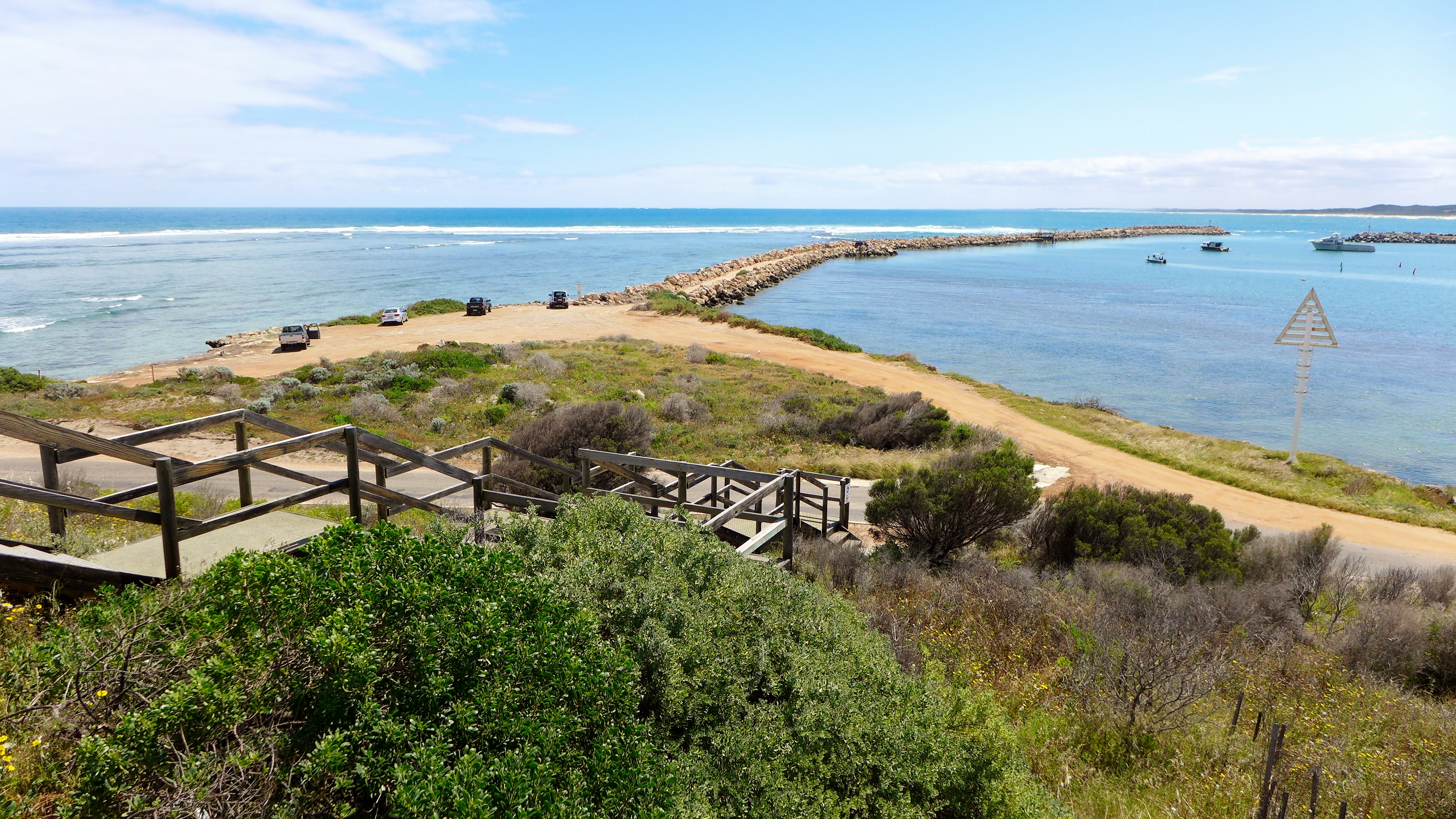
jachthaven van Port Edison
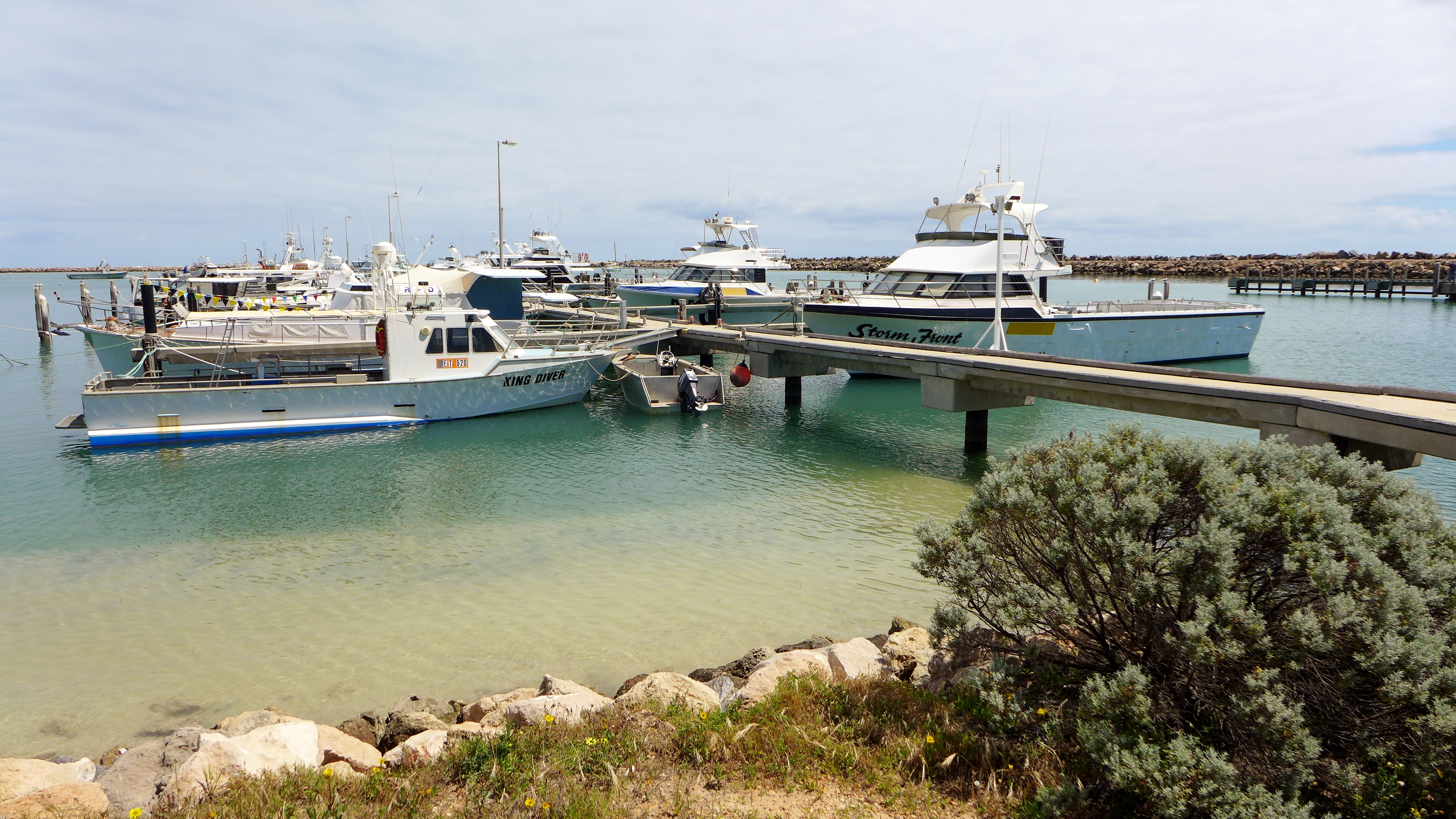
jachthaven van Port Edison
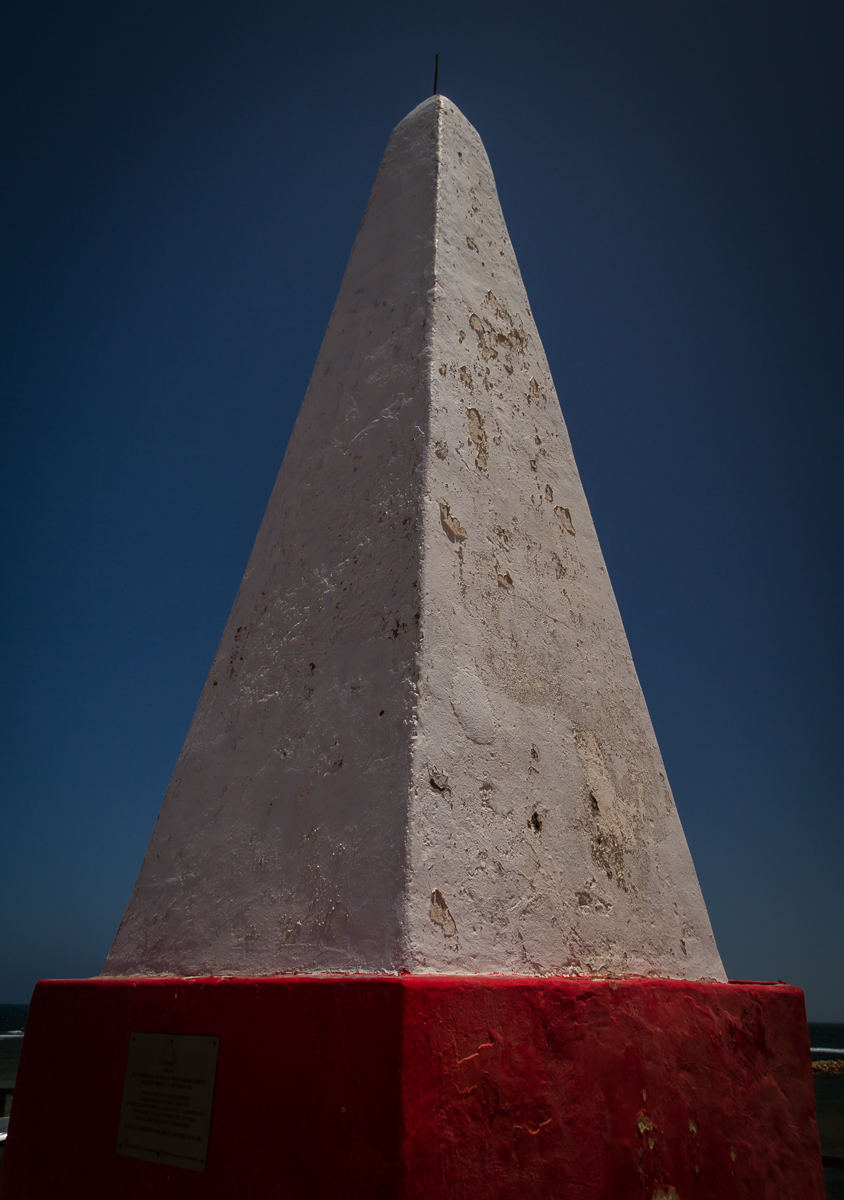
Fishermen's Memorial Obelisk
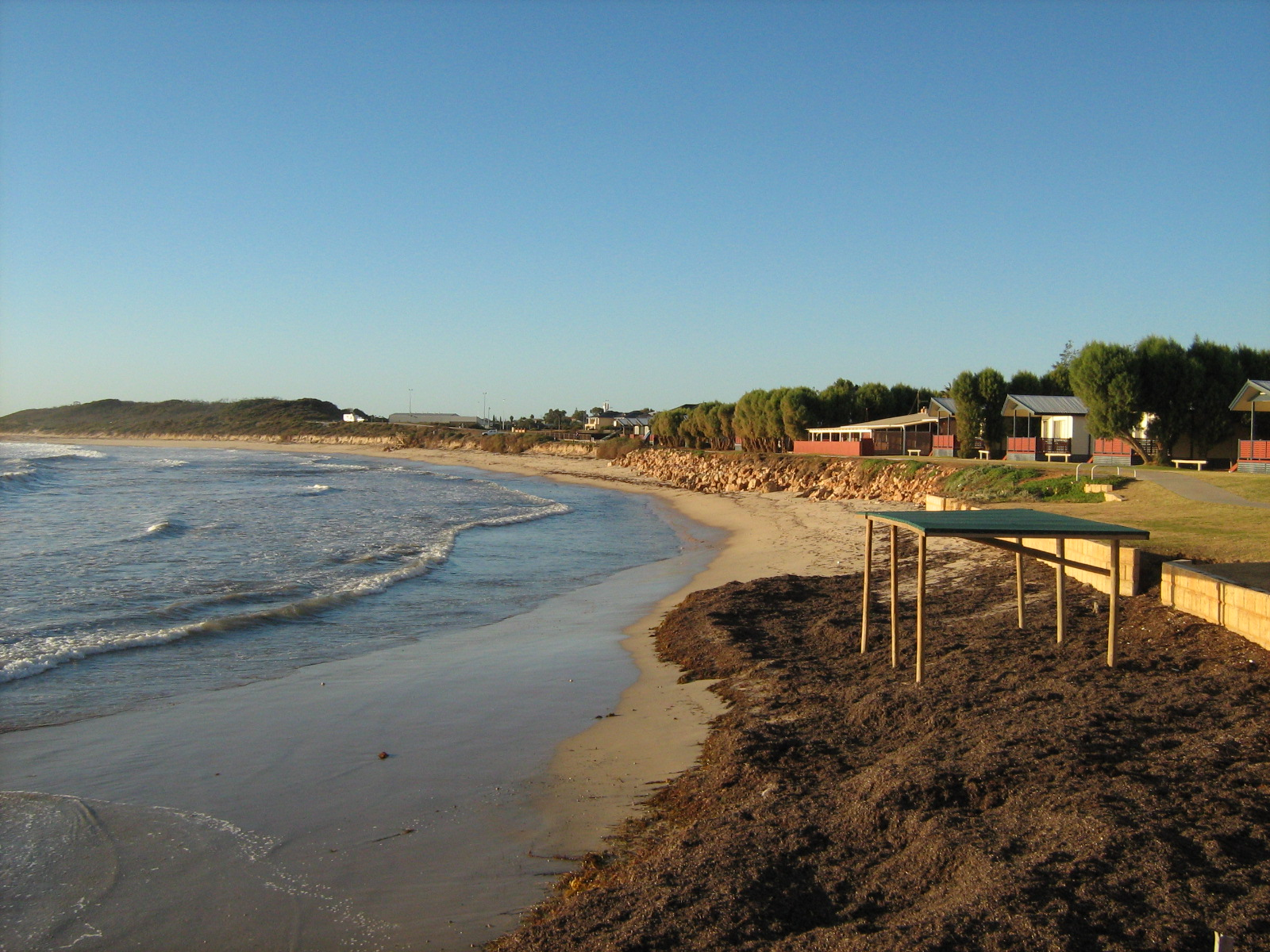
'Port Denison Beach'
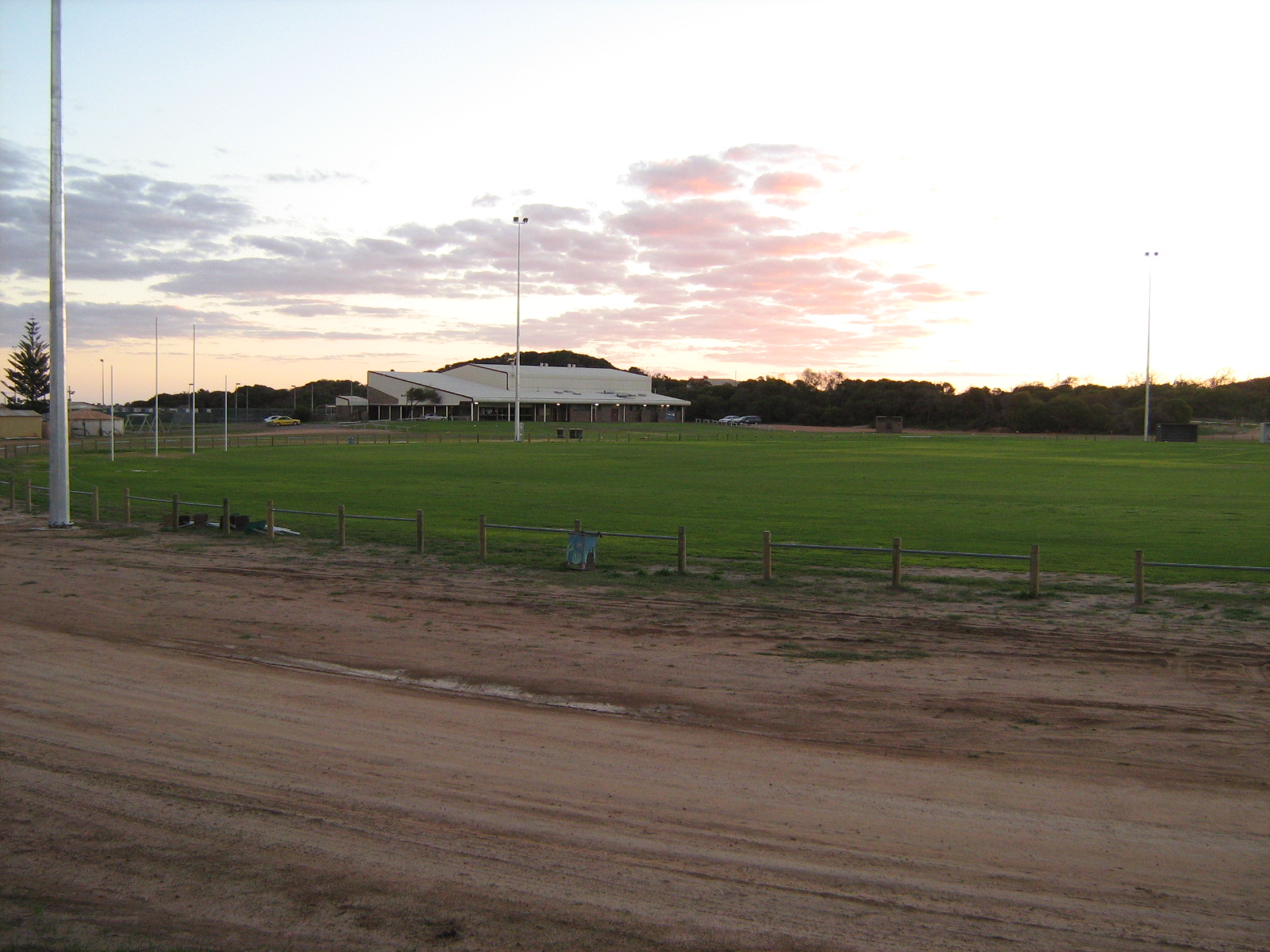
sportfaciliteiten

Abbotts · Ajana · Alma · Arrino · Arrowsmith · Austin · Big Bell · Binnu · Boogardie · Bowgada · Bunjil · Canna · Cape Burney · Carnamah · Caron · Coorow · Cuddingwarra · Cue · Day Dawn · Dongara · Drummond Cove · East Bowes · Eneabba · Eradu · Gabanintha · Geraldton · Green Head · Greenough · Gunyidi · Gutha · Horseshoe · Horrocks · Howatharra · Isseka · Kalbarri · Karalundi · Kojarena · Koolanooka · Kumarina · Latham · Leeman · Lennonville · Lynton · Mainland · Marchagee · Maya · Meekatharra · Merkanooka · Mingenew · Minnenooka · Moonyoonooka · Morawa · Mount Erin · Mount Magnet · Mullewa · Nabawa · Nangetty · Nannine · Nanson · Naraling · Narngulu · Narra Tarra · Northampton · Oakajee · Ogilvie · Paynes Find · Peak Hill · Paynesville · Perenjori · Pindar · Pintharuka · Porlell · Port Denison · Port Gregory · Protheroe · Reedy · Rothsay · Sandstone · Tardun · Tenindewa · Three Springs · Tuckanarra · Waggrakine · Walkaway · Warriedar · Whelarra · Wicherina · Wiluna · Winchester · Yalgoo · Yandanooka · Youanmi · Yoweragabbie · Yuna